# Embiotoca
Embiotoca és un gènere de peixos pertanyent a la família dels embiotòcids.

## Taxonomia
- Embiotoca jacksoni (Agassiz, 1853)[2]
- Embiotoca lateralis (Agassiz, 1854)[3][4][5][6][7][8]